# Сукоб између Киргистана и Таџикистана 2021.
Сукоб између Киргистана и Таџикистана 2021. године био је оружани сукоб између Киргистана и Таџикистана који је трајао од 28. априла до 1. маја 2021. године. Сукоб је наводно почео због спора око воде између ове две средњеазијске државе, али неки извори извештавају да је непосредни разлог сукоба било незадовољство локалног становништва постављањем надзорних камера у близини границе. У тим догађајима убијено је најмање 46 људи, а више од 30.000 цивила је расељено.

## Ток сукоба
Снаге Таџикистана и Киргистана на граници ове две државе започеле су 28. априла оружане сукобе, што је резултирало са четири смртна случаја и десетинама повређених. До 29. априла најмање 13 људи је убијено, а отприлике 10 000 људи евакуисано са подручја на којем су се водиле борбе. Дана 30. априла Таџикистан је прихватио прекид ватре у изјави државне службе за информисање, али држава није признала ниједну жртву или штету изазвану сукобом.